# 둥실비행선
둥실비행선(Zeppelin)은 대한민국 경기도 과천시 막계동에 있는 서울랜드에 위치한 놀이기구 중 하나로, 미래의 나라 구역에 위치해 있다. 비행선 모양의 탑승물들이 수평으로 회전하다가 서서히 한쪽으로 기울어지면서 회전한다. 주로 어린이들을 위한 회전형 놀이기구로 아이들도 즐길 수 있을 만한 속도로 돌아가지만, 이걸 타고 나서 어지럽단 사람도 있다.

## 정보
- 장소: 과천시 서울랜드
- 개장일: 1990년 9월 21일[1]
- 탑승시간: 4분